# Gilberto Alemán
Gilberto Alemán de Armas (La Laguna; 25 de abril de 1931 - Santa Cruz de Tenerife; 31 de mayo de 2011) fue un periodista y escritor español, activo en especial en Canarias, su tierra natal.

## Biografía
Estudió Magisterio en la Universidad de La Laguna y trabajó un tiempo como maestro en su localidad natal y en La Palma. Después marchó a Madrid donde estudió periodismo en la Escuela Oficial de Periodismo, regresando a Tenerife tras titularse. Salvo por un período de tiempo que vivió en Venezuela huyendo de las limitaciones de la dictadura franquista, residió en Santa Cruz de Tenerife. Trabajó en distintos medios de comunicación canarios, en muchos de los cuales fue redactor-jefe: La Hoja del Lunes, El Día, La Tarde, La Opinión de Tenerife, Diario de Avisos y Cadena SER.  Llegó a dirigir Diario de Avisos entre 1973 y 1975, durante el traslado del periódico desde Santa Cruz de La Palma a la capital tinerfeña. Se le considera maestro de periodistas en las islas donde destacó por su compromiso con las libertades públicas, la profesionalidad en el oficio de periodista, su alto nivel de exigencia y la defensa de una profesión ligada a la noticia, a la realidad y, por tanto, a la calle. Comprometido con la defensa de la naturaleza y el medio ambiente fue unos de los miembros fundadores de ATAN.  Durante la transición democrática fue concejal de Santa Cruz de Tenerife la Unión del Pueblo Canario y posteriormente por Coalición Canaria. Prolífico articulista, también fue autor de más de un centenar de libros, en especial de teatro e historia local. 
Falleció el 31 de mayo de 2011 a los ochenta años de edad.

## Premios
- 1959 Primer premio de teatro del Certamen "Santo Tomás de Aquino" del Distrito Universitario de La Laguna por Al final de la calle.[5]
- 1995 Premio Canarias de Comunicación
- 1998 Hijo Adoptivo de Santa Cruz de Tenerife
- 2009 Teide de Oro de Radio Club

## Obra seleccionada
Destacan:
- El tranvía.
- Memorias de La Laguna.
- Molinos de viento.
- Crónicas tacoronteras.
- Isla adentro.
- El siglo de la luz.
- En la orilla.
- Los primeros días de la guerra.[7]